# Тённис, Вильгельм
Вильгельм Тённис (нем. Wilhelm Tönnis; 16 июня 1898, Клей, провинция Вестфалия, Германская империя, — 12 сентября 1978, Кёльн, Северный Рейн-Вестфалия, ФРГ) — основатель немецкой нейрохирургии, создатель первого в мире нейрохирургического журнала.

## Биография
Родился и вырос в Клее, около Дортмунда в зажиточной семье фермеров. В 1916 году окончил гимназию в Дортмунде. После завершения обучения вместе со своими одноклассниками был призван на французский фронт Первой мировой, где дослужился до лейтенанта.
В 1919 году поступил в Марбургский университет, впоследствии перевёлся в университет Гамбурга, который и закончил в 1924 году.
В 1926 году становится ассистентом профессора хирургической университетской клиники в Вюрцбурге Фрица Кёнига. В 1932 году он становится руководителем нейрохирургической службы госпиталя Леопольда в Вюрцбурге, после того как прошёл 9-месячное обучение у Герберта Оливекроны в Стокгольме. Первоначально Кёниг собирался отправить Тённиса на стажировку к Гарвею Кушингу, однако тот отказал, так как все места для иностранных стажёров были заняты. Тогда Кёниг обратился к шведскому хирургу Герберту Оливекроне, с которым был хорошо знаком и который специализировался у Уолтера Денди в США. Оливекрона согласился принять Тённиса при условии предварительной неврологической подготовки в течение полугода, во-первых, и знания шведского языка, во-вторых. Выполнив оба этих условия, Тённис прошёл многомесячную стажировку у Оливекроны. 17 августа 1934 года в возрасте 35 лет он возглавил первую специализированную нейрохирургическую клинику Германии.
Дискуссия о мозговой хирургии развернулась на Первом съезде Немецкого общества невропатологов и психиатров в 1935 году. По мнению многих участников съезда, нейрохирургия не является ни частью хирургии, ни самостоятельной специальностью, а должна быть разделом неврологии. Точку в этих спорах поставила НСДАП. Нацисты поддержали идею создания нейрохирургии как самостоятельной дисциплины. Решающим аргументом было то, что это необходимо для военных целей.

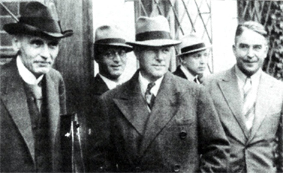
Отфрид Фёрстер, Герберт Оливекрона, Вильгельм Тённис — основоположники современной нейрохирургии

В нацистской Германии Тённис сделал головокружительную карьеру. За два года в Вюрцбурге он выполнил 229 операций; послеоперационная летальность составила 19,5 %. В 1937 году Тённис переехал в Берлин, где возглавил нейрохирургическое отделение. Одновременно он стал директором нового экспериментального отделения по изучению опухолей и другой патологии мозга в Институте кайзера Вильгельма.
Во время Второй мировой войны занимал пост генерала врачебной службы люфтваффе. Он инициировал создание медицинского воздушного транспорта для вывоза раненных солдат. За свои труды 31 мая 1944 года был награждён Рыцарским крестом Креста «За военные заслуги» с мечами.
После войны вначале Вильгельм Тённис был директором госпиталя (с 1946 года) в Бохум-Лангендреере, где основал нейрохирургическое отделение. В 1948 году принял предложение университета Кёльна возглавить первую в Германии кафедру нейрохирургии, которой заведовал до 1968 года. В 1949—1969 годах — директор нейрохирургической клиники в Линденбурге, одновременно возглавляя экспериментальное отделение исследования опухолей и патологии мозга. В 1952 году принят в Немецкую академию наук. В 1955 году становится президентом Немецкого общества врачей, занимающихся лечением патологии нервной системы. В 1958 году избирается деканом медицинского факультета Кёльна, а в 1960 году его ректором (до 1961 года).
Его научная деятельность была посвящена проблемам ранней диагностики опухолей мозга, патофизиологии внутричерепного давления.
Совместно с Гербертом Оливекроной издал «Учебник по нейрохирургии».

## Создание первого нейрохирургического журнала
В 1936 году под редакцией Тённиса стал выходить первый в мире нейрохирургический журнал Zeitblatt für Neurochirurgie. Изначально он планировался как приложение к Zentralblatt für Chirurgie — журналу по общей хирургии. Первый номер открывался приветствием Августа Борхардта (редактора общехирургического журнала) и Отфрида Фёрстера. Как отмечал Борхардт, для успешной работы в области нейрохирургии необходимо взаимодействие неврологов и нейрохирургов. Однако препятствием для такой совместной работы является то, что нейрохирургические статьи разбросаны по разным журналам. Создание специализированного журнала позволило наладить обмен мнениями по вопросам нейрохирургии.
Журнал действительно стал международным. В нём публиковались статьи на немецком, французском и английском языках. Например, в двух номерах журнала была напечатана пионерская работа Уолтера Денди по диагностике и хирургическому лечению каротидно-кавернозных соустий.
Издание журнала было приостановлено в 1943 году и возобновлено в 1949 году. Именно невозможность получения этого журнала в условиях Второй мировой войны послужила толчком к изданию в 1944 году Journal of Neurosurgery в США.